# Wolfhard Freiherr von Boeselager
Wolfhard Freiherr von Boeselager (* 17. Oktober 1936 in Echthausen) ist ein deutscher Unternehmer und aktiver Naturschützer.

## Leben
Der Vater Maximilian Freiherr von Boeselager (1911–1989) heiratete 1934 die Friederike Freiin von Fürstenberg (1910–1988). Wolfhard Freiherr von Boeselager studierte von 1955 bis 1959 Philosophie an der Albert-Ludwigs-Universität in Freiburg. Im Jahr 1961 erwarb er den Master of Business Administration (MBA) an der Columbia University in New York. Bereits während des Studiums in New York lernte er, durch die Cousine Dela von Boeselager, die aus Budapest stammende Csilla von Fényes kennen. Er promovierte im Jahr 1969 mit der Dissertation The Soviet Critique of Neopositivism zum Doktor (Dr. phil.)
Von 1970 bis 2006 war er Geschäftsführer des Land-, Forst- und Immobilienbesitzes Boeselager Voßwinkel auf Schloss Höllinghofen. Von 1977 bis 1989 war er Vorsitzender des katholischen Bildungswerkes Arnsberg-Sundern und von 1995 bis 2005 stellvertretender Vorsitzender der Landesgemeinschaft Naturschutz und Umwelt NRW (LNU).
Wolfhard Freiherr von Boeselager war Mitbegründer des Wildwald Voßwinkel. 1996 gründete er den Arbeitskreis Wald und baute ab 2007 das Netzwerk Pro Wald e. V. auf.
Im Jahr 1973 heiratete er Csilla Fényes von Dengelegh. Aus dieser Ehe gingen die Töchter Ildikó und Ilona hervor. Außerdem ist er Vater eines Pflegesohnes. Nach dem Tod seiner Frau im Februar 1994 wurde die „Csilla von Boeselager Stiftung Osteuropa-Hilfe e. V.“ gegründet, die er bis 2006 als Vorsitzender leitete.
Am 6. August 1995 heiratete er in der Matthiaskirche auf dem Budapester Burgberg die ungarische Opernsängerin Katalin Pitti Nach der Trennung von Katalin Pitti heiratete von Boeselager im Jahr 2007 Martina Schmidt, Geschäftsführerin der Waldschule Cappenberg, die kirchliche Trauung fand am 25. Mai 2019 statt.
Für seine Verdienste um den Naturschutz erhielt er im Juni 2009 das Bundesverdienstkreuz am Bande. Im Jahr 2010 kandidierte er bei der Landtagswahl NRW für die Partei Bündnis 90/Die Grünen im Landtagswahlkreis Unna II für Lünen, Werne und Selm.

## Schriften
- The Soviet Critique of Neopositivism. The History and Structure of the Critique of Logical Positivism and Related Doctrines by Soviet Philosophers in the Years 1947–1967 (= Sovietica). (Translator T. J. Blakeley), D. Reidel Publishing Co., Dordrecht-Holland 1975, ISBN 978-94-010-1753-4. doi:10.1163/221023977X00368